# 성신고등학교
성신고등학교(星信高等學校)는 대한민국 울산광역시 중구 복산동에 있는 사립 고등학교이다.

## 학교 연혁
- 1986년 4월 29일 : 학교법인 성신학원 설립 인가
- 1987년 10월 1일 : 초대 김상수 이사장 취임
- 1987년 10월 16일 : 성신고등학교 설립인가(8학급), 초대 김용태 교장 취임
- 1988년 3월 3일 : 개교 및 신입생 입학식(560명)
- 1988년 4월 29일 : 신축교사 준공식
- 1991년 2월 9일 : 제1회 졸업식(531명)
- 1991년 6월 10일 : 씨름부 창단식
- 1991년 11월 21일 : 씨름장 준공식
- 2003년 11월 12일 : 다목적 강당(천마관) 개관식
- 2010년 4월 21일 : 자율형 사립고(2011.3.1~2016.2.28, 5년)로 지정
- 2015년 7월 7일 : 자율형 사립고(2016.3.1~2021.2.28,5년)로 재지정
- 2019년 4월 25일 : 제3대 김태현 이사장 취임
- 2022년 9월 1일 : 제10대 김정하 교장 취임
- 2025년 1월 2일 : 제35회 졸업식(199명) (총 졸업생수 14,945명)
- 2025년 3월 4일 : 제38회 입학식(201명)

## 참고 자료
- 성신고등학교 - 한국교육학술정보원 학교알리미